# Les Sœurs Spencer
Pour les articles homonymes, voir Spencer.
Les Sœurs Spencer est une série télévisée canadienne en dix épisodes de 42 minutes créée par Alan McCullough, et diffusée entre le 29 janvier et le 21 avril 2023 sur le réseau CTV, et aux États-Unis à partir du 4 octobre 2023 sur The CW.
En France, la série a été diffusée sur Warner TV, et au Québec à partir du 18 janvier 2024 sur Canal Vie et à partir du mercredi, 12 juin 2024 sur Noovo.  En Suisse sur RTS Un.

## Synopsis
Comme avec sa fille, Darby rentre inopinément chez elle (après avoir démissionné de sa carrière de policier pour protester contre son oubli). La célèbre romancière policière Victoria Spencer décide enfin de poursuivre son rêve de devenir détective privé. Les deux femmes forment l'agence de détectives Spencer Sisters (en capitalisant sur le fait que Victoria est souvent confondue avec la sœur de Darby plutôt qu'avec sa mère) et commencent à s'attaquer à diverses affaires dans la ville fictive d'Alder Bluffs.

## Distribution

### Acteurs principaux
- Lea Thompson (VQ : Valérie Gagné) : Victoria Spencer, célèbre écrivaine de romans policiers et propriétaire de l'agence de détectives Spencer Sisters.
- Stacey Farber (VQ : Kim Jalabert) : Darby Spencer, la fille de Victoria, ancienne flic et copropriétaire de l'agence de détective Spencer Sisters.

### Acteurs récurrents
- Thomas Antony Olajide (en) (VQ : Lyndz Dantiste) : Zane Graham
- Edward Ruttle (VQ : Frédéric Millaire-Zouvi) : Dr Lucas Collins
- Husein Madhavji (en) (VQ : Hugolin Chevrette) : Alastair Dhumal
- Ayesha Mansur Gonsalves (VQ : Julie Carrier-Prévost) : Sarita Stark
- Rodrigo Massa (en) (VQ : François-Simon Poirier) : Antonio Pereira
- Kaitlyn Leeb (VQ : Annie Girard) : Lindsay Yip

 Source et légende : version québécoise (VQ) sur Doublage.qc.ca

## Production
Le 21 mai 2024, il est confirmé que la série est annulée.

## Épisodes

### Épisode 1:Le Bourbier de la bachelière
- Canada : 29 janvier 2023 sur CTV
- France : 23 janvier 2023 sur Warner TV
- États-Unis : 4 octobre 2023 sur The CW]

### Épisode 2:La Détresse de la dirigeante
- Canada : 17 février 2023 sur CTV
- France : 30 janvier 2023 sur Warner TV

### Épisode 3:La Calamité du codeur
- Canada : 24 février sur CTV
- France : 6 février 2023 sur Warner TV

### Épisode 4:La Ruine du restaurateur
- Canada : 3 mars 2023 sur CTV
- France : 13 février 2023 sur Warner TV

### Épisode 5:La Débâcle du décorateur
- Canada : 10 mars sur CTV
- France : 20 février 2023 sur Warner TV

### Épisode 6:Les Vicissitudes du vigneron
- Canada : 17 mars 2023 sur CTV
- France : 27 février 2023 sur Warner TV

### Épisode 7:L'Aventure de l'avocate
- Canada : 24 mars 2023 sur CTV
- France : 6 mars 2023 sur Warner TV

### Épisode 8:La Vexation du virtuose
Canada : 31 mars 2023 sur CTV 
- France : 13 mars 2023 sur Warner TV

### Épisode 9:Le Drame de la diva
- Canada : 14 avril 2023 sur CTV
- France : 20 mars 2023 sur Warner TV

### Épisode 10:L'Extorsion de l'expert
- Canada : 21 avril 2023 sur CTV
- France : 27 mars 2023 sur Warner TV